# Jennings (Kansas)
Jennings és una població dels Estats Units a l'estat de Kansas. Segons el cens del 2000 tenia 146 habitants.

## Demografia
Segons el cens del 2000, Jennings tenia 146 habitants, 73 habitatges, i 41 famílies. La densitat de població era de 208,8 habitants/km².
Dels 73 habitatges en un 13,7% hi vivien nens de menys de 18 anys, en un 50,7% hi vivien parelles casades, en un 0% dones solteres, i en un 43,8% no eren unitats familiars. En el 37% dels habitatges hi vivien persones soles el 21,9% de les quals corresponia a persones de 65 anys o més que vivien soles. El nombre mitjà de persones vivint en cada habitatge era de 2 i el nombre mitjà de persones que vivien en cada família era de 2,54.
Per edats la població es repartia de la següent manera: un 15,1% tenia menys de 18 anys, un 8,2% entre 18 i 24, un 25,3% entre 25 i 44, un 19,9% de 45 a 60 i un 31,5% 65 anys o més.
L'edat mediana era de 46 anys. Per cada 100 dones de 18 o més anys hi havia 106,7 homes.
La renda mediana per habitatge era de 21.146 $ i la renda mediana per família de 42.917 $. Els homes tenien una renda mediana de 29.107 $ mentre que les dones 21.667 $. La renda per capita de la població era de 16.294 $. Cap de les famílies i el 12% de la població estaven per davall del llindar de pobresa.

## Poblacions més properes
El següent diagrama mostra les poblacions més properes.